# Tierra Nueva 4.ª Sección
Tierra Nueva 4.ª Sección es una localidad del municipio de Huimanguillo ubicado en la subregión de la Chontalpa del estado mexicano de Tabasco.

## Geografía
La localidad de Tierra Nueva 4.ª Sección se sitúa en las coordenadas geográficas 17°44′22″N 93°30′00″O / 17.739444, -93.500000, a una elevación de 40 metros sobre el nivel del mar.

## Demografía
Según el Conteo de Población y Vivienda 2020, efectuado por el Instituto Nacional de Estadística y Geografía, la localidad de Tierra Nueva 4.ª Sección tiene 564 habitantes, de los cuales 269 son del sexo masculino y 295 del sexo femenino. Su tasa de fecundidad es de 2.42 hijos por mujer y tiene 135 viviendas particulares habitadas.
| Gráfica de evolución demográfica de Tierra Nueva 4.ª Sección entre 1990 y 2020 |
|                                                                                |
| INEGI.                                                                         |